# Heinz Papenhoff (Altphilologe)
Heinz Papenhoff (* 12. Mai 1931 in Bochum; † 4. März 2000 in Hannover) war ein deutscher Altphilologe und Gymnasiallehrer.

## Leben

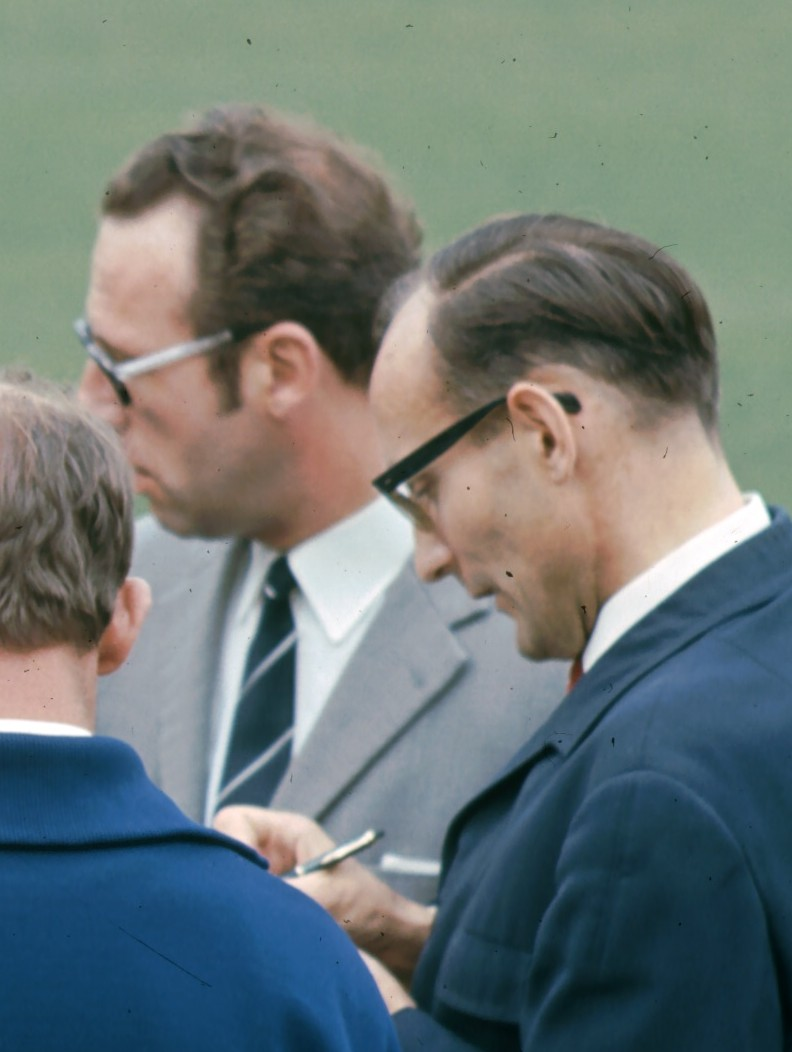
Heinz Papenhoff (Mitte) und Johannes Gappa (rechts), 1969

Heinz Papenhoff besuchte die Volksschule und das Ratsgymnasium zu Hannover, wohin seine Familie 1935 umgezogen war. Nach der Reifeprüfung studierte er ab dem Sommersemester 1950 Klassische Philologie und Alte Geschichte an der Universität Göttingen. Auf Anregung von Kurt Latte beschäftigte er sich mit der Überlieferungsgeschichte der Deipnosophistai des Athenaios, über die er seine Doktorarbeit verfasste. Während der Arbeit wurde er auch von Hartmut Erbse in Hamburg beraten. 1954 wurde er promoviert, am 25. Juni 1954 legte er das Erste Staatsexamen ab.
Nach dem Studium absolvierte Papenhoff das Referendariat in Hannover und wurde am 1. Oktober 1956 als Studienassessor am Kaiser-Wilhelm-Gymnasium angestellt. Neben seiner Lehrtätigkeit war er einige Jahre als freier Mitarbeiter am Corpus Medicorum Graecorum/Latinorum der Deutschen Akademie der Wissenschaften zu Berlin beschäftigt.
Am Kaiser-Wilhelm-Gymnasium wurde Papenhoff am 1. August 1960 zum Studienrat ernannt, 1968 zum Oberstudienrat und 1970 zum Studiendirektor. Beim Niedersächsischen Kultusministerium war er Landesfachberater für Latein. Zum 7. Februar 1972 wurde er als Direktor an das Ratsgymnasium zu Hannover berufen, wo er bis zu seinem Eintritt in den Ruhestand wirkte (1. August 1993).

## Leistungen
Heinz Papenhoff trat auch durch fachwissenschaftliche und didaktische Publikationen hervor. Außer seiner grundlegenden Studie zu Athenaios (1954) und einigen Artikeln in der Realenzyklopädie der classischen Altertumswissenschaft veröffentlichte er Lehr- und Übungsbücher für den Lateinunterricht. Gemeinsam mit Studienrat Johannes Gappa (10. Dezember 1931 – 28. Mai 2019) legte er in den 1960er Jahren eine Neubearbeitung des Lehrbuchs Ianua Linguae Latinae vor. In den 1970er Jahren veröffentlichten beide eine Neufassung unter dem Titel Ianua Nova, die mehrfach nachgedruckt wurde und in den niedersächsischen Gymnasien bis zur Jahrtausendwende in Gebrauch blieb. Das Lehrbuch Ianua Nova wird durch das Übungsbuch Exercitationes Novae begleitet.

## Schriften (Auswahl)
- Zum Problem der Abhängigkeit der Epitome von der venezianischen Handschrift des Athenaios. Göttingen 1954 (Dissertation; mit Lebenslauf)